# Айзпутенський край
Айзпу́тський кра́й (латис. Aizputes novads) — адміністративно-територіальна одиниця Латвійської Республіки. Розташований у західній частині країни, в історичному регіоні Курляндія. Адміністративний центр — Айзпуте (Газенпот). Створений 2009 року. Площа — 640,2 км². Населення — 9265 осіб (2011). До складу краю входять 1 місто і 5 волостей.

## Історія
Край створений 1 липня 2009 року в ході адміністративно-територіальної реформи з частини Лієпайського району. Скасовано у 2021 році.

## Адміністративний поділ
- Айзпуте, місто
- Айзпутська волость
- Каздангська волость
- Калвенська волость
- Лазька волость
- Циравська волость

## Населення
Національний склад краю за результатами перепису населення Латвії 2011 року.
| Національність | К-сть | %       |
| -------------- | ----- | ------- |
| Латиші         | 8658  | 93,45%  |
| Росіяни        | 158   | 1,71%   |
| Білоруси       | 74    | 0,80%   |
| Українці       | 66    | 0,71%   |
| Поляки         | 35    | 0,38%   |
| Литовці        | 223   | 2,41%   |
| Інші           | 51    | 0,55%   |
| Загалом        | 9265  | 100,00% |